# 年轮

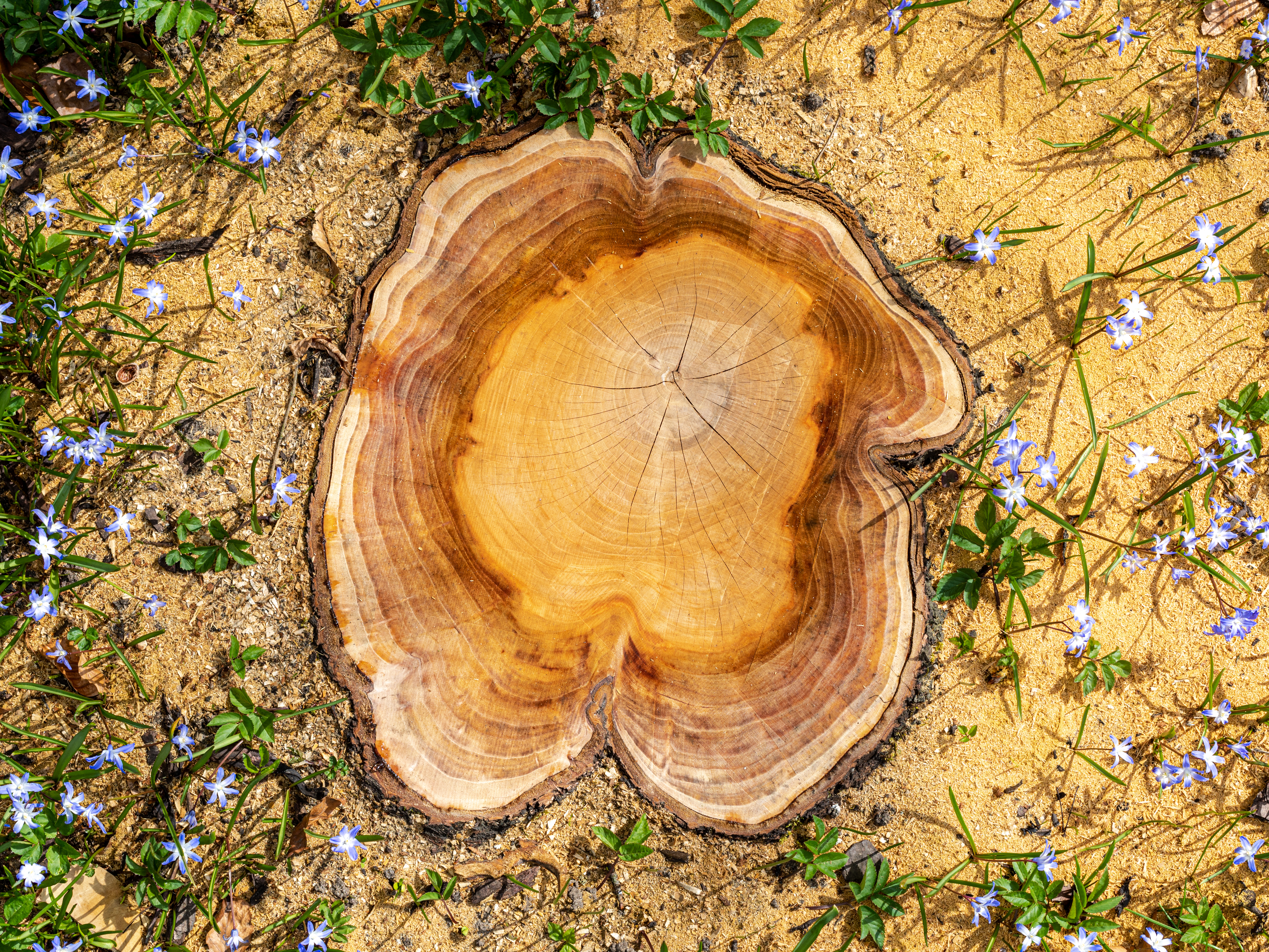
樹幹橫切面上的年輪

年輪（growth rings，annual rings）又稱生長輪，指树木由于在不同季节生长速度的不同，而在樹幹横切面的木质部上形成肉眼可分辨的层层同心轮状结构。每存在一環，代表樹木已經生長了一年，所以可以就此分辨樹木的年齡。年輪的產生可推斷樹木生長時的氣候、環境資訊。故學界出現了树轮年代学以深入探討。
能够次级生长的植物，到一定的生长阶段，根茎中的维管形成层开始活動，就是向外发展出韧皮，向内发展出木材。每个生长季环境周期的变化使得木材的形态出现交替变化，可有早晚材之分。早材（春材）因為日照強烈、雨量豐沛，所以细胞较大、顏色較淺，排列疏松。晚材（秋材）因為日照較少、天氣較乾冷，所以细胞细小、顏色較深，致密，排列较早材紧密。本季晚材和明季早材界限明显，其界限被称为年界，而每个生长季形成的一圈木材，则被称作年轮。年轮纹路疏的一面朝日照方向，纹路密的一面朝背阴方向。
除日照方向影響年輪紋路疏密之外，若是樹幹因風或其他外力等原因而稍微傾斜，倒向邊的最年輕的年輪會長得較厚以求回直，導致這一層年輪偏離樹木的中心。
除樹木外，年輪一詞也有時用於動物，指从某些鲸目動物牙齿上的层次估算出年龄。概括地说，完整的一层就代表一年的成长，可辨認生物年齡。